# Пародия
Пародията (от старогръцки para, „против“, „срещу“ и ode, „песен“) е жанр в сатирико-хумористичната литература, при който използвайки формални особености на дадено литературно произведение се създава друго, което го представя в комична светлина. Цел на пародията е да бъдат осмени лични или обществени недъзи или самото произведение, което се използва за основа.
Въпреки че началото му е поставено още в античността (например Аристофан, Еврипид) жанрът изживява подем през Ренесанса и Просвещението. Автори на пародии са Еразъм Ротердамски, Молиер, Рабле, Дефо, Суифт. По-късни представители на жанра са Пушкин и Хайне.
Сред известните примери е романът „Дон Кихот“ на Мигел де Сервантес, замислен първоначално като пародия на средновековните рицарски романи. На пародийна основа са построени и книгите „Забавна Библия“ и „Забавно Евангелие“ на Лео Таксил. Пародията на Христо Смирненски „На търговците скубачи“ е базирана на Вазовата елегия „Новото гробище над Сливница“.
Извън литературата понятието се използва и в музиката, изобразителното изкуство и киното.